# Arabis aculeolata
Гусимець дрібношипуватий (Arabis aculeolata) — вид рослини родини капустяні.

## Назва
В англійській мові має назву «вальдівська кам'яниста хріниця» (англ. Waldo rock cress).

## Будова
Рослина має прикореневу розетку з лискучих бородавчастих листків з не симетричними зубчатими краями. Прикореневі листки густо вкриті великими волосинками, тоді як верхні — гладенькі. Стебло коротке 15-20 см з суцвіттям яскравих рожевих квіток 2,5 см завширшки.

## Поширення та середовище існування
Зростає на південному заході США у сухих пустельних гористих місцях на висоті 1200 м. Належить до групи рослин, що можуть рости на серпентинних ґрунтах.

## Галерея

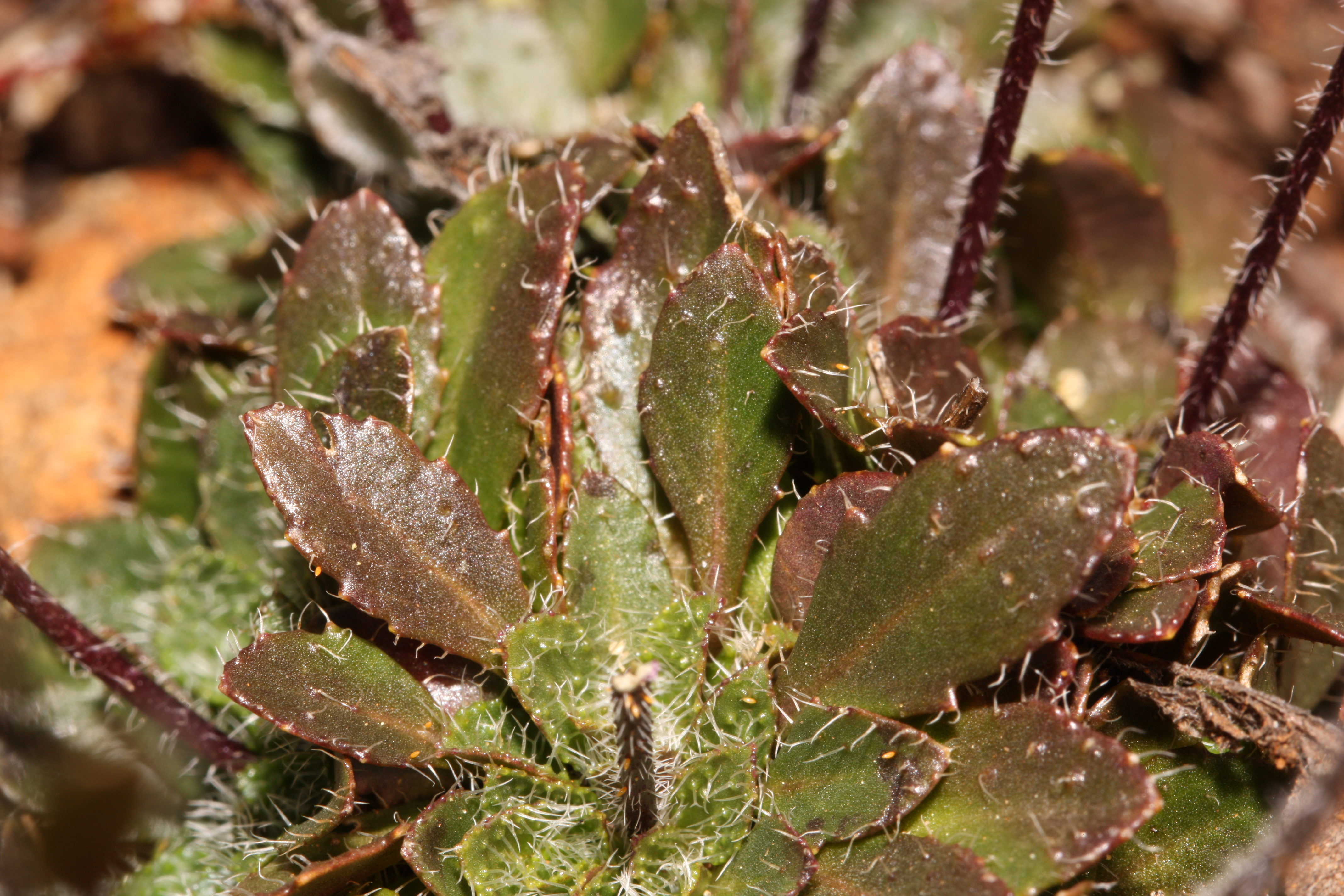
Листя
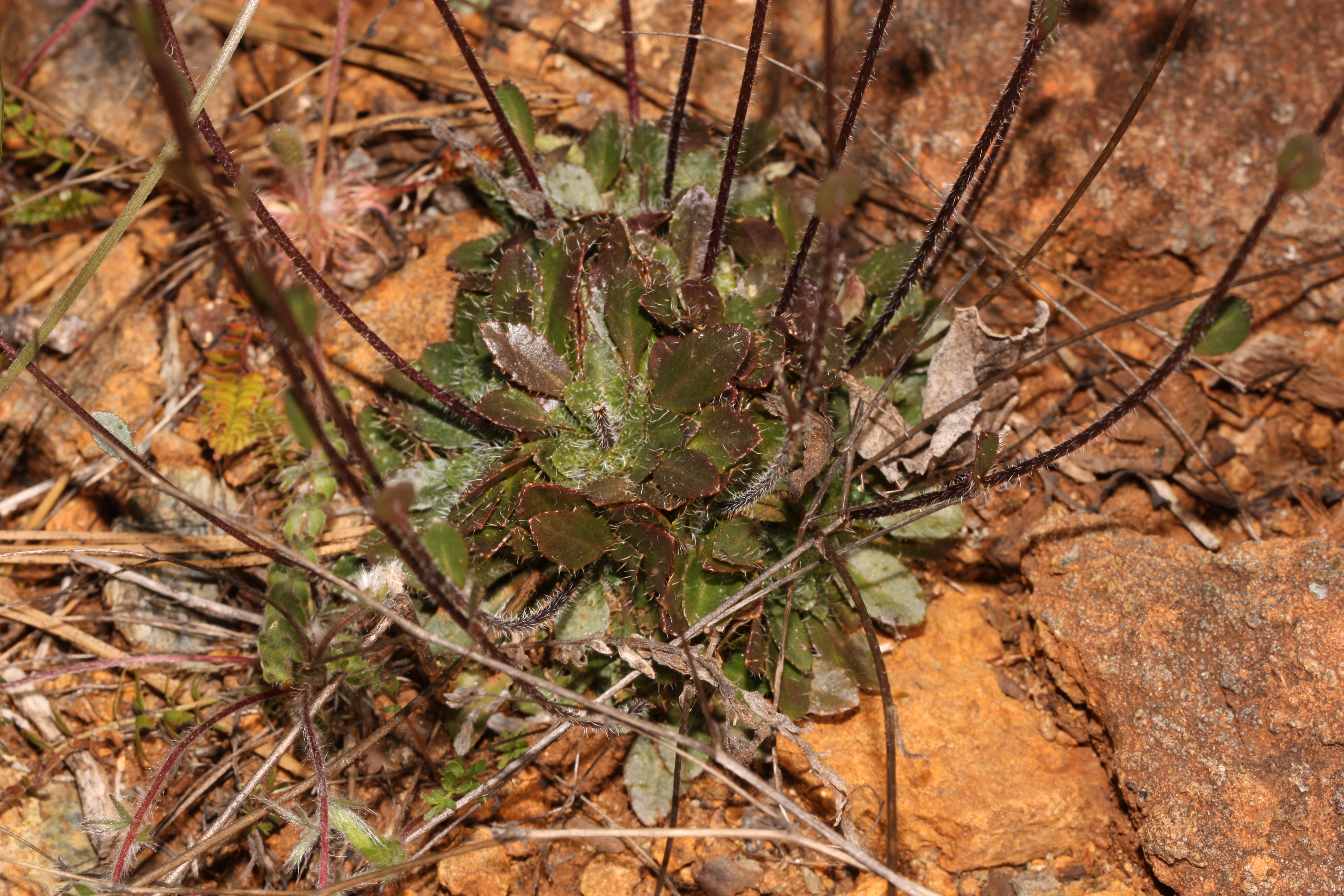
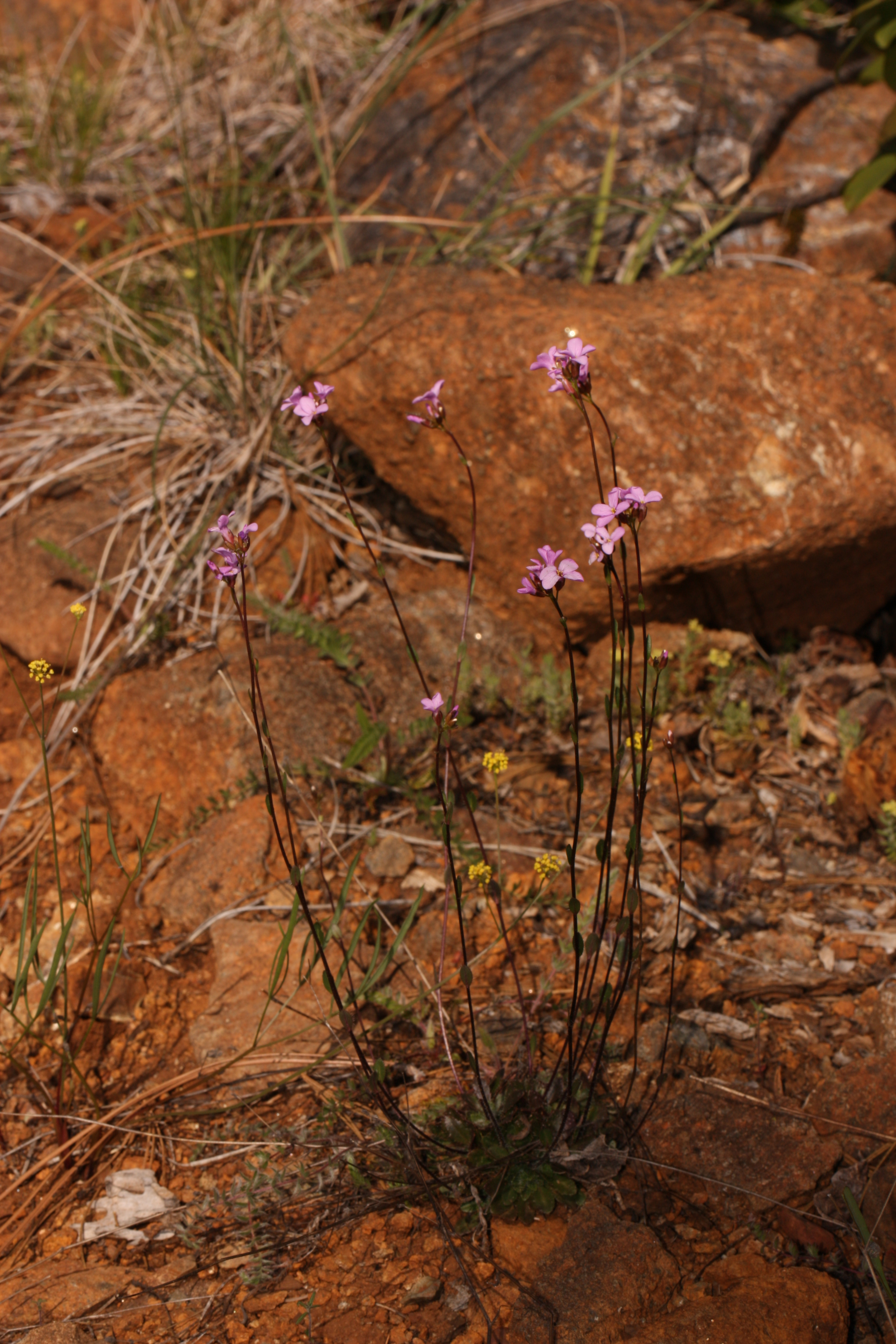
Зовнішній вигляд рослини
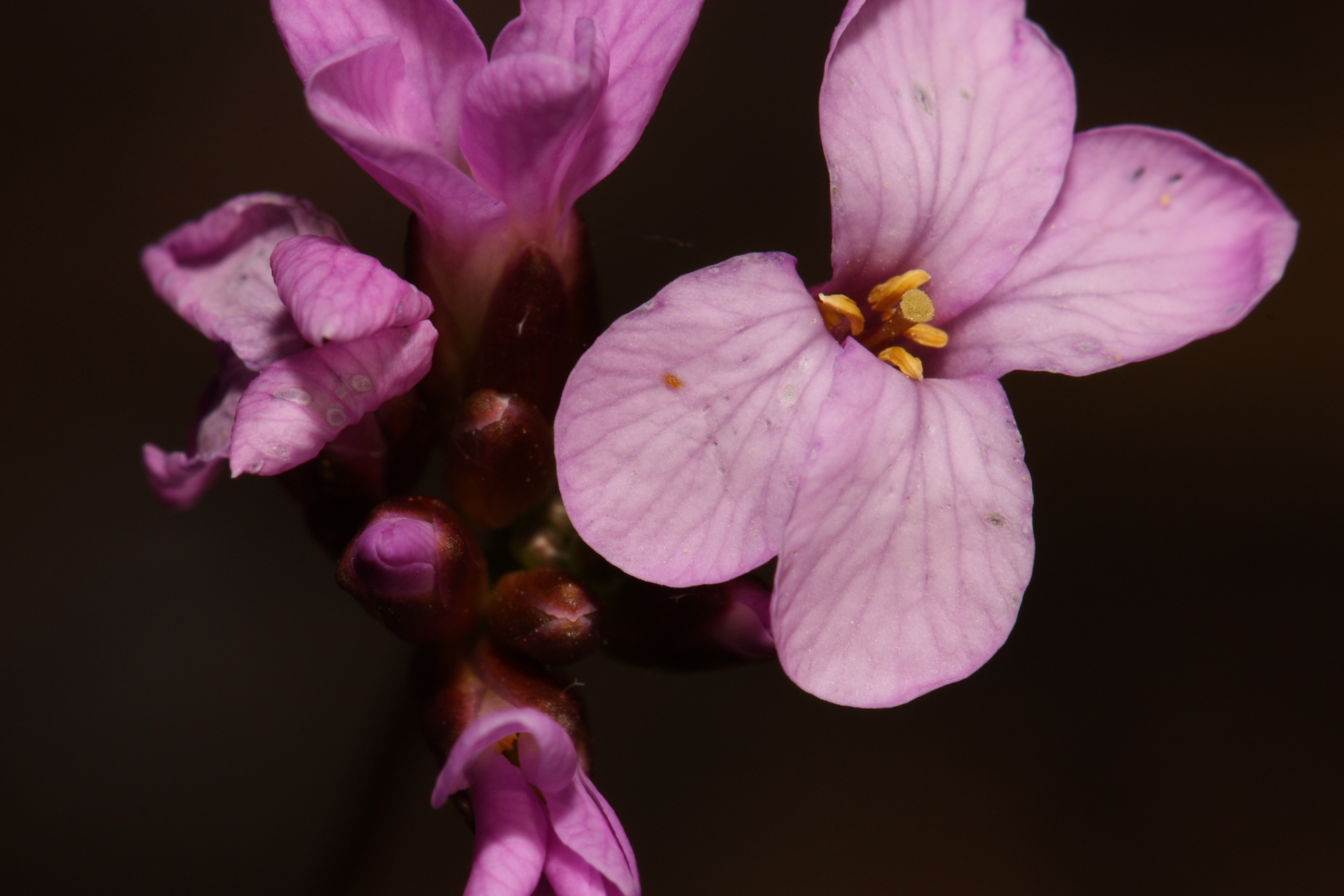
Квіти